# آلة التقطيع المزعومة لصدام حسين
قبل الغزو الأمريكي للعراق عام 2003، ظهرت تقارير صحفية في المملكة المتحدة والولايات المتحدة عن آلة تقطيع بلاستيكية أو آلة فرم خشب، استخدمها صدام حسين وابنه قصي لإعدام معارضي حكمهم البعثي. جذبت هذه القصص انتباه العالم وزادت من الدعم للعمل العسكري، ونشرت تحت عناوين مثل "شاهد الرجال يُفرمون، ثم قل إنك لا تؤيد الحرب". وبعد عام، تبيّن أن الأدلة غير كافية لدعم وجود مثل هذه الآلة.

## التقارير الصحفية
أول ذكر لآلة التقطيع جاء خلال اجتماع عُقد في 12 مارس 2003، عندما ألقى جيمس ماهون خطابًا في مجلس العموم البريطاني بعد عودته من بحث أجراه في شمال العراق.
كتبت آن كلويد مقالًا في صحيفة "ذا تايمز" بعد ستة أيام، بعنوان "شاهد الرجال وهم يُقطَّعون، ثم قل إنك لا تؤيد الحرب"، مشيرة إلى أن عراقيًا لم يُذكر اسمه قد قال إن صدام حسين وقصي استخدما آلة تقطيع لقتل المعارضين الذكور قتلًا وحشيًّا، واستُخدمت أجسادهم المقطعة طعامًا للأسماك. لاحقًا، أضافت أن هناك اعتقادًا بأن الآلة كانت موجودة في سجن أبو غريب، وتحدثت مع شخص مجهول زعم أنه قد تم تفكيك آلة التقطيع "قبل وصول الجيش إلى هناك". بعد يومين، أشار رئيس الوزراء الأسترالي جون هوارد إلى "آلة تقطيع البشر".
في كتاب وليام شوكروس لعام 2003 "الحلفاء: الولايات المتحدة، بريطانيا، أوروبا, والحرب في العراق"، زعم أن صدام حسين "كان يرمي الناس في آلات تقطيع ضخمة، بدءًا من الأقدام لإطالة معاناتهم". كتب محرر الشؤون السياسية في صحيفة ذا صن تريفور كافانا في فبراير 2004 أن "الرأي العام تحول لصالح توني بلير عندما علم الناخبون كيف كان صدام يُدخِل المعارضين في آلات التقطيع الصناعية من أقدامهم أولاً".
لم يُنشر أي دليل إضافي على وجود آلة التقطيع، على الرغم من أن شاهدًا يُدعى أحمد حسن محمد ادعى في محاكمة صدام في ديسمبر 2005 أنه رآها. وقد هاجمه شقيق صدام غير الشقيق، برزان إبراهيم التكريتي، لفظيًا خلال المحاكمة، قائلاً إنه "يجب أن يمثل في السينما".

## القس كينيث جوزيف
بالنسبة للأمريكيين، كان مصدر رئيسي محلي لقصة آلة التقطيع هو الشهادة (التي نُفيَت لاحقًا) من القس كينيث جوزيف الابن، وهو مسيحي آشوري دخل العراق في عام 2003 وعائلته من ماهودي في شمال العراق. وذكر أنه وجد أن العراقيين لم يحاولوا تجنب الصراع، بل كانوا مؤيدين للاحتلال الأمريكي، وكانوا "سيقدمون على الانتحار إذا لم يبدأ القصف الأمريكي". لكنه تراجع عن هذا الرأي وخرج من البلاد بعد سماعه هذه الروايات والشهادات حول آلة التقطيع الخاصة بصدام: "قصصهم عن التعذيب البطيء والقتل جعلتني أشعر بالغثيان، مثل الأشخاص الذين يتم إدخالهم في آلة تقطيع ضخمة مخصصة للمنتجات البلاستيكية، بدءًا من الأقدام حتى يتمكنوا من سماع صراخهم بينما يتم تمزيق أجسادهم من القدم إلى الرأس". وقد اقتبس يوهان هاري، وهو مؤيد بريطاني لحرب العراق، عن جوزيف قوله إن الرحلة "صدمتني وأعادتني إلى الواقع" في عمود نشر في ذي اندبندنت في 26 مارس 2003. أصبحت مقاله "كنت مخطئًا" حجة محورية حول فكرة تحرير العراق بأكملها.
تقول المجموعات التي نظمت حركة الدروع البشرية في العراق إنه لا توجد أي سجلات للقس كينيث جوزيف الابن، و"يبدو أنه لم يلتق به أحد". وقد تكهن الناشطون في حركة الدروع البشرية بأنه إذا كان جوزيف قد ذهب إلى العراق، فمن المحتمل أن يكون "مدفوعًا بحملته من أجل 'استقلال الآشوريين' بدلاً من رفاهية الشعب العراقي في مواجهة الاحتلال".

## ظهور الشكوك
بدأت الشكوك تظهر حول وجود آلة التقطيع عندما كان برندن أونيل، أول صحفي غربي يتحدى بشكل جاد وجودها، في تقارير لمجلة ذا سبيكتيتر والغارديان في فبراير 2004. طالب أونيل كل من كلود وماهون بتقديم أدلة أو أسماء العراقيين الذين أعطوهم هذه القصة. كما تحدث مع طبيب عالج السجناء الذين أُعدِموا في أبو غريب خلال حكم صدام حسين، الذي أكد أن جميع عمليات الإعدام كانت تتم عن طريق الشنق ونفى الادعاءات بوجود آلة تقطيع من أي نوع.
هل حضر يومًا أو سمع عن سجناء تعرضوا للتقطيع؟ "لا." هل تحدث أي من الأطباء الآخرين في أبو غريب عن وجود آلة تقطيع تُستخدم في تنفيذ عمليات الإعدام؟ "لا، لا، أبدًا."
ردت كلود على ادعاءات أونيل في الغارديان في وقت لاحق من نفس الشهر، قائلة:
أخبر برندن أونيل من مكتبي، لكنه اختار عدم تضمين المعلومات التالية في مقاله. في بيانه، كان الشاهد الذي قال إن الناس قُتلوا بواسطة آلة التقطيع محددًا جدًا: ذكر أسماء الأفراد الذين قال إنه تم قتلهم في آلة التقطيع والأفراد الذين أشرفوا على تنفيذ الإعدام بواسطة الآلة؛ وذكر مكان وجود آلة التقطيع والشهر والسنة اللذين وقعت فيهما عمليات الإعدام. تم استجواب الشاهد بعناية من قبل باحثي انديكت ووصفوه بأنه "لا يتزعزع". كما قال إنه مستعد للإدلاء بشهادته في المحكمة حول الحادث.
كتب برندان أونيل رسالة ردًا على رسالة كلود، مدعيًا أن مكتبها رفض في الواقع تزويده بالمعلومات التي طلبها:
"عبر الهاتف، قرأ لي أحد أعضاء موظفي كلود، بسرعة مذهلة، بيانًا معدًا مسبقًا عن الشاهد. وقالت إنه لا يمكنني طرح أي أسئلة حول البيان، وأنه لن يتم إرساله عبر الفاكس أو البريد الإلكتروني لي، وأنه لن يتم توفير أي من المعلومات المحددة عن الشاهد لي. عندما اتصلت بكلود لإجراء مزيد من الاستفسارات، أغلقت الخط."
عاد أونيل إلى الموضوع في فبراير 2010، حيث كتب: "لم تسمع منظمة العفو الدولية أو هيومن رايتس ووتش، في تحقيقاتهما العديدة حول انتهاكات حقوق الإنسان في العراق، أي شخص يتحدث عن آلة تقطيع البشر."

## روبط خارجية
First hand accounts from Saddam's brutal regime